# Güdderather Mühle
Die Güdderather Mühle war eine Wassermühle mit einem unterschlächtigen Wasserrad am Oberlauf der Niers im Mönchengladbacher Stadtteil Odenkirchen im Regierungsbezirk Düsseldorf.

## Geographie
Die Güdderather Mühle hatte ihren Standort auf der rechten Seite der Niers, am Güdderather Mühlenweg, im Mönchengladbacher Stadtteil Odenkirchen. Oberhalb befand sich die Wetscheweller Mühle, unterhalb die Burgmühle Odenkirchen. Das Gelände, auf dem das Mühlengebäude steht, liegt auf einer Höhe von ca. 60 m über NN.

## Gewässer
Die Niers (GEWKZ 286) in ihrem alten Flussbett versorgte bis zur Flussbegradigung über Jahrhunderte zahlreiche Mühlen mit Wasser. Die Niers entspringt in Kuckum, einem Ortsteil der Stadt Erkelenz. Bis zur Mündung in die Maas bei Gennep (Niederlande) hat die Niers eine Gesamtlänge von 117,668 km und ein Gesamteinzugsgebiet von 1.380,630 km2. Die Quelle liegt bei 73 m ü. NN, die Mündung bei 9 m ü. NN. Die Pflege und der Unterhalt des Gewässers obliegt dem Niersverband.

## Geschichte
Der Güdderather Hof und die dazugehörige Niersmühle war ein Odenkirchener Lehen und gehörten im Jahre 1509 zum Besitz des Everhard v. Reifferscheid. 1717 gelangte der Gutshof mitsamt der Mühle durch ein Vermächtnis an das Ursulinenkloster in Köln. Im Rahmen der Säkularisation wurde die Mühle 1802 versteigert und gelangte an die Familie Dapper (oder Tapper), die eine Erbrente an das Ursulinenkloster zahlen musste. Im Laufe der Zeit war die Mühle im Besitz verschiedener Familien und trug auch deren Namen wie Düsselmühle – Dappertsmühle – Tappertsmühle und Roosenmühle. Im Jahre 1930 wurde der Mühlenbetrieb eingestellt. Die Mühle war dem Verfall freigegeben und so wurde die Ruine 2002  abgerissen.

## Galerie

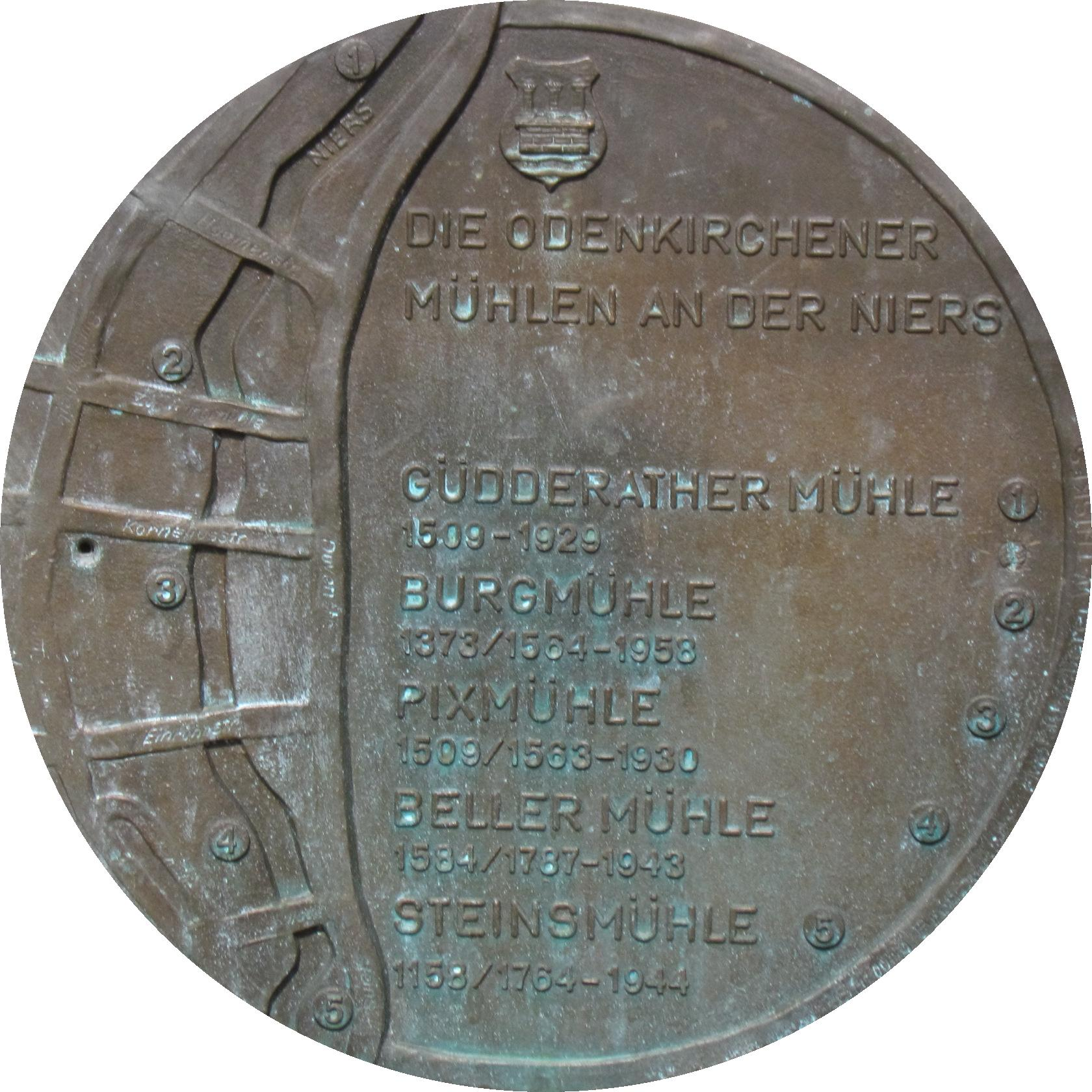
Die Odenkirchener Mühlen an der Niers
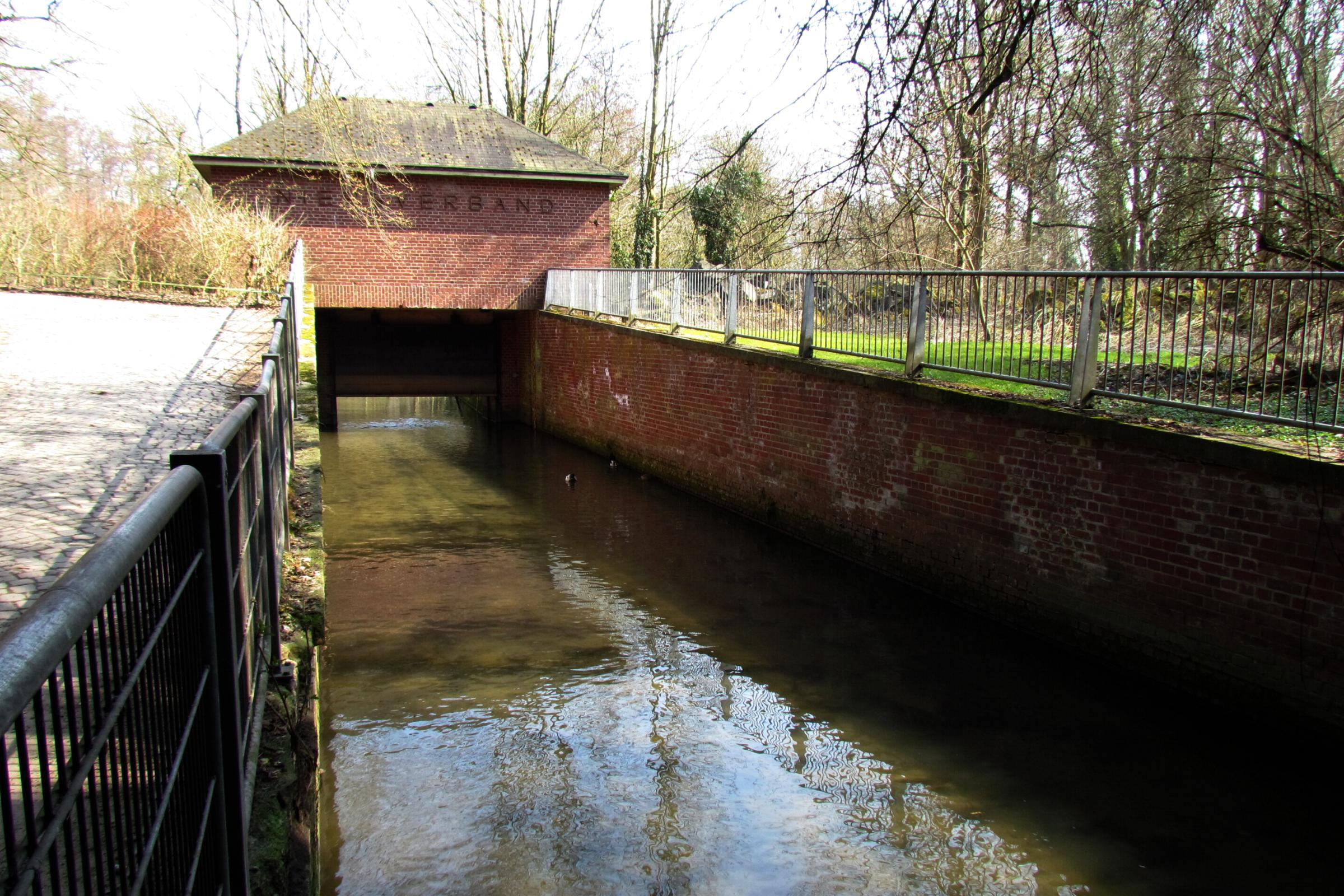
Niersverlauf mit Stauwehr in der Nähe der ehemaligen Mühle
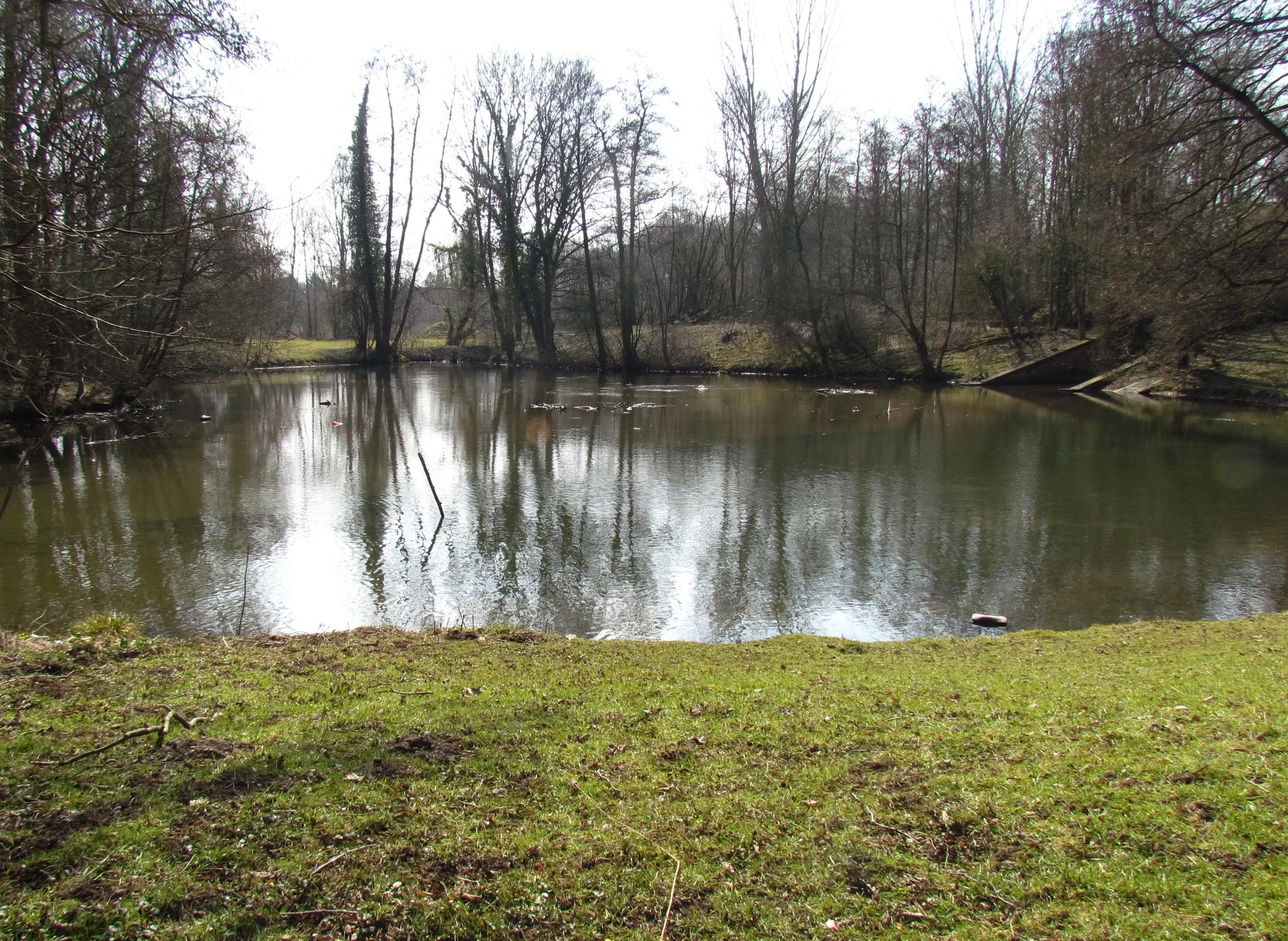
Teich und Rückhaltebecken an der ehemaligen Mühle
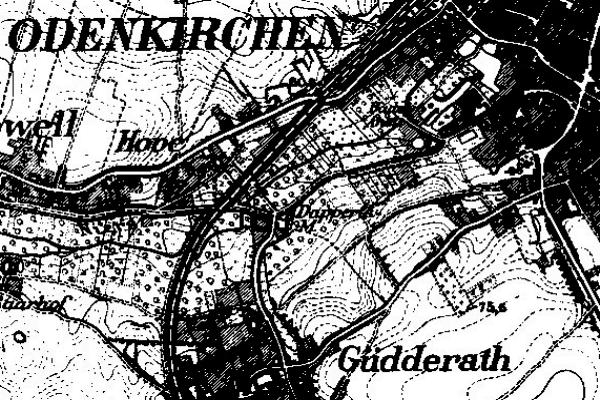
Die Dappertsmühle auf der Karte Neuaufnahme von 1912
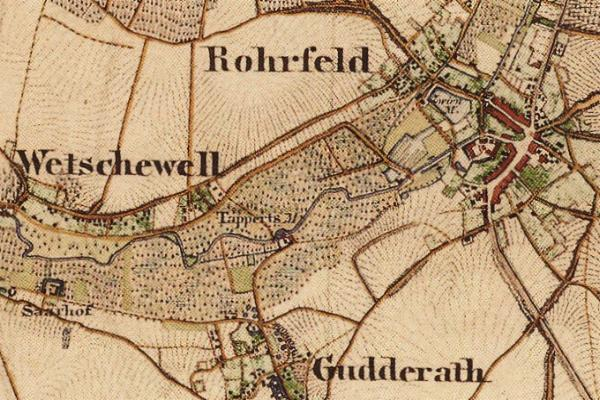
Die Tappertsmühle auf der Urkatasterkarte von 1846
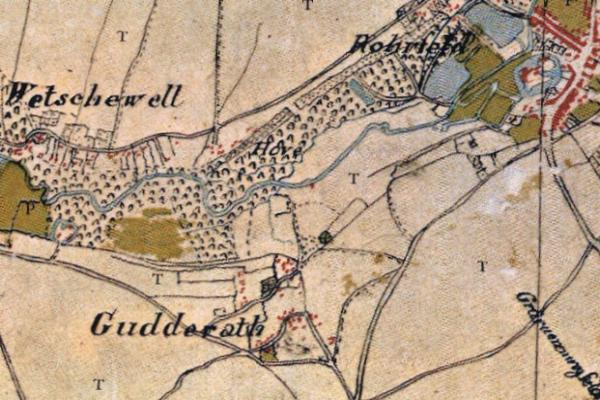
Die Ortslage Güdderath auf der Tranchotkarte 1803–1820